# Países Baixos nos Jogos Paralímpicos de Verão de 2004
Países Baixos participou dos Jogos Paralímpicos de Verão de 2004, que foram realizados na cidade de Atenas, na Grécia, entre os dias 17 e 28 de setembro de 2004.